# 林步東
林步東，香港人，東興集團創立人及總裁，亦現任達實智能(SHE:002421)副主席。

## 東興集團
東興公司主要業務為工業自動化設施(可编程控制器、变频调速器、服务器、CNC控制器等)設計、編程與分銷，在北京、深圳、上海、大连，武汉、重庆等设有分公司，在中国很多大城市，如北京、天津等城市设有分销网络，生意额庞大。

## 治水方案
林步東曾提出多個防洪方案，例如長江口擋潮閘及淮河治理方案等。林步东治水靈感始於1991年华东大水灾，香港曾经举行了规模很大的募捐赈灾活动。当时，他就参加了赈灾捐赠。然而捐赠过后，林步东仍在思考，如何通过合理有效的方案，让长江、淮河长久安澜。